# Фитофтороз

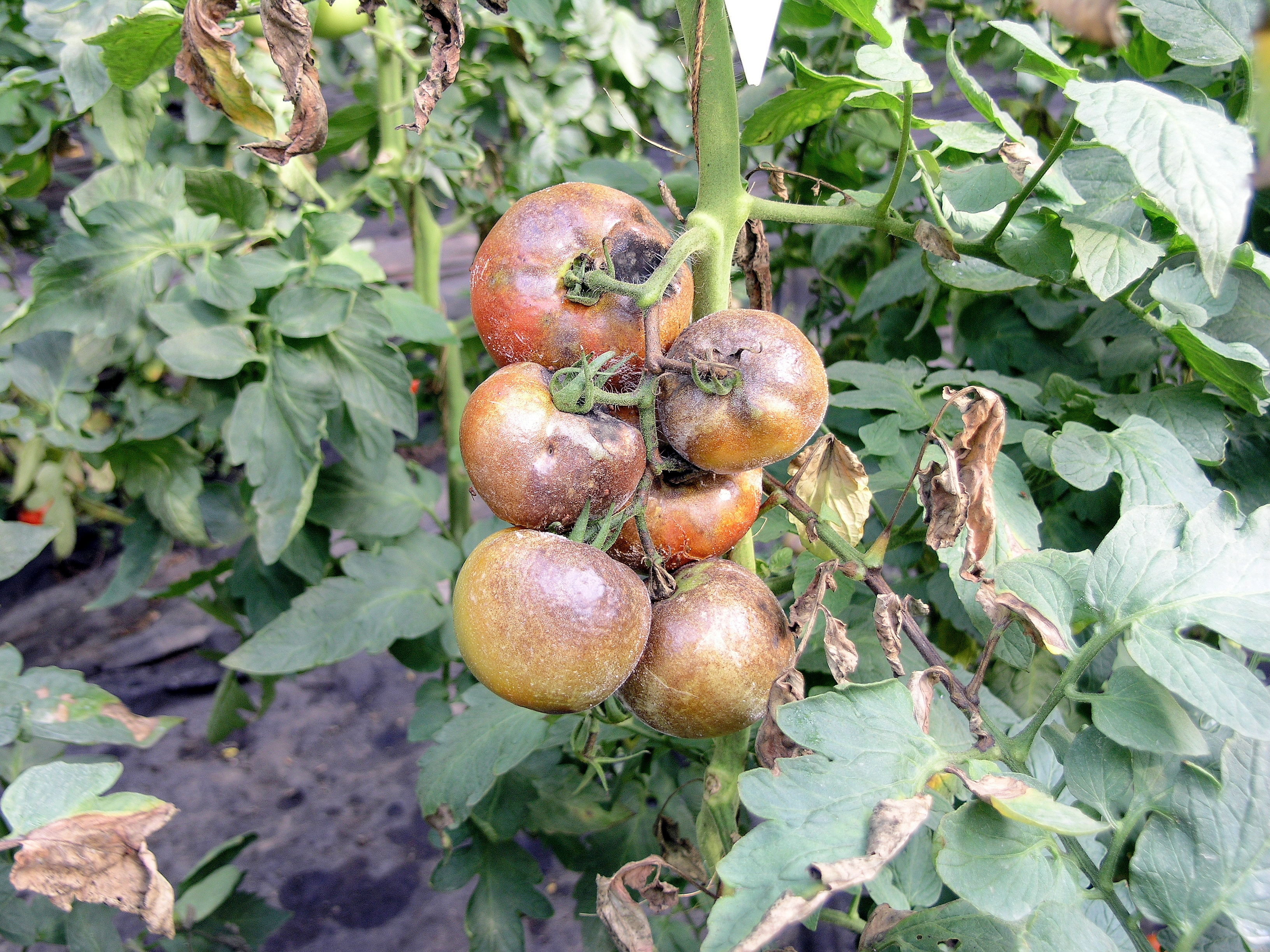
Фитофтороз на томатах

Фитофторо́з, или фитофто́ра (от др.-греч. φῠτόν — «растение» + др.-греч. φθαρτικός — «разрушающий, уничтожающий, гибельный») — заболевание растений, вызываемое грибоподобными организмами — страменопилами из рода Phytophthora.

## Краткое описание
Phytophthora — мицелиальные организмы, псевдогрибы, отдел оомицеты, паразиты высших растений, способные к паразитическому образу жизни. В процессе онтогенеза они могут проявлять патогенные свойства по отношению к многочисленным растениям — травам, кустарникам, деревьям, обусловливая их болезни, в том числе увядание, усыхание, гниль. Местообитание — почва, подземные и надземные органы растений. Практически все виды рода Phytophthora являются фитопатогенами, возбудителями широко распространённых и вредоносных заболеваний растений — фитофторозов.
В 1845—1849 годах патогенный оомицет Phytophthora infestans вызвал значительную эпифитотию фитофтороза, повлекшую Великий голод в Ирландии.

## Phytophthora cactorumиPhytophthora cinnamomi
Phytophthora cactorum (Leb. et Cohn) Schroet. (синоним: Phytophthora omnivora de By.) поражает древесные породы из семейств Fagaceae, Pinaceae, Cupressaceae, Rosaceae. 
Phytophthora cinnamomi Bonds поражает древесные породы из семейств Fagaceae, Juglandaceae.

### Распространение

#### За пределами России
Phytophthora cactorum обнаружена в странах Европы повсеместно, кроме того найдена в Иране, Индии, Китае, Корее, Японии, Северной Америке (Канада, США), Южной Америке, Австралии, Африке, Новой Зеландии. Совместно Ph. cactorum и Ph. сinnamomi встречаются в Европе (Германия, Бельгия, Англия, Голландия, Португалия, Испания, Италия), а также в Северной Америке (Канада, США), Мексике, Африке, Австралии, Новой Зеландии. На сопредельных с Россией территориях Phytophthora обнаружена в Грузии, Армении, Украине и Казахстане.

#### В России
Phytophthora cactorum обнаружена в Ленинградской области, Воронежской, Саратовской, Самарской, Курской областях; Краснодарском крае, Приморском крае. 
Phytophthora cinnamomi обнаружена в Краснодарском крае.

#### Диагностика
В большинстве случаев инфекции скрытые, труднодиагностируемые. Внешние проявления фитофторозов очень изменчивы и зависят от условий среды. Симптомы фитофтороза древесных пород часто принимают за признаки других инфекционных болезней или приписывают воздействию абиотических факторов. При заболевании поражаются все органы растений, даже такие твёрдые и прочные, как корни и стволы деревьев, а чувствительность к фитофторозам сохраняется обычно во всех фазах развития растений. Чаще заболевание сопровождается возникновением лилово-бурых, бурых или почти чёрных пятен на плодах, листьях, стеблях или корнях. Гнили при фитофторозах, как правило, твёрдые (сухие), что обычно отличает это заболевание от гнилей, вызванных бактериями и другими грибами.
При поражении Phytophthora cactorum возникают пятна на семядолях, стебле и листьях проростков древесных растений с сероватым налётом спороношения гриба. В России гриб поражает деревья хвойных и лиственных пород. При поражении растений Phytophthora cinnamomi наблюдаются буровато-чёрные пятна на коре и древесине в нижней части ствола дерева, чаще в области корневой шейки, с трещинами, из которых выступает тёмноокрашенный эксудат, характерно почернение и как бы обугливание коры главного и боковых корней; усыхание отдельных ветвей и всего дерева; посветление окраски листьев. Сильно поражённые деревья характеризуются редкой бледноокрашенной листвой и отсыханием отдельных ветвей. Гниль, окольцовывающая дерево, ведёт к его полному медленному усыханию.

#### Фитосанитарный контроль
В комплексе мероприятий по защите сеянцев и саженцев лесных пород от фитофторозов важное место отводится агротехническим методам, в числе которых протравливание семян перед посевом, соблюдение оптимальных сроков посева и посадки, рыхление почвы, применение необходимых для местных условий удобрений, борьба с сорняками.

## Phytophthora infestans
Phytophthora infestans Mont. de Bary — возбудитель фитофтороза картофеля. В Евразии проявляется чаще всего в период с конца мая по август. Особенно быстро распространяется в дождливые годы, а также при резкой смене дневной и ночной температуры, сопровождающейся обильными росами и туманами.

## Phytophthora fragariae
Phytophthora fragariae Hick, представлен двумя специализированными формами: var. fragariae и var. rubi. Ежегодные мировые экономические потери урожаев земляники и малины от этого патогена составляют 10 миллионов евро. Впервые заболевание, вызываемое этим видом, было описано в Великобритании. В настоящее время возбудитель широко распространён в Европе, в Северной Америке и других регионах. В Российской Федерации это заболевание в единичных случаях выявлено в Краснодарском крае.